# Shannon Bream
Shannon Noelle Bream nata DePuy (23 dicembre 1970) è una giornalista e avvocato statunitense che appare su Fox News Channel. Nel 2022 è diventata la conduttrice del programma Fox News Sunday. In precedenza, prima ancora di apparire 
su Fox News Sunday, è stata per cinque anni la conduttrice di  Fox News @ Night. È stata anche una concorrente di Miss America 1991 e Miss USA 1995 e corrispondente per NEWS 12 Long Island negli anni Novanta.

## Biografia
Nata nel 1970, Bream ha iniziato a studiare alla Liberty University di Lynchburg, in Virginia, e, durante gli anni del college, ha vinto a 20 anni il titolo del concorso Miss Virginia nel 1990. Ha poi partecipato al concorso Miss America 1991. La sua borsa di studio ha coperto gran parte dell'istruzione universitaria.
Dopo essersi laureata nel 1993 in Business Management magna cum laude, Bream è tornata a Tallahassee frequentando la facoltà di legge presso la Florida State University. Vi ha conosciuto Bill McCollum poi diventato procuratore generale della Florida. Mentre frequentava la Florida State, ha vinto il concorso Miss Florida USA (1995) e si è classificata quarta al concorso Miss USA 1995. Ancora una volta, le borse di studio ottenute dai concorsi di Miss USA hanno pagato i suoi studi in giurisprudenza.

## Carriera
Dopo la laurea in giurisprudenza nel 1996, Bream si è trasferita a Tampa, in Florida, e ha iniziato la sua carriera come avvocato specializzandosi in discriminazione razziale e molestie sessuali.
Alla fine ha cambiato carriera e dalla professione legale è passata alla carriera nei notiziari televisivi.
Nel 2001, si è trasferita a Charlotte, nella Carolina del Nord, diventando la giornalista serale e notturna per l'affiliata della CBS, WBTV. Nel 2004, dopo tre anni alla WBTV, Bream si è unita alla WRC-TV, affiliata della NBC di Washington DC.  Alla WRC-TV, era una presentatrice del fine settimana e copriva incarichi generali.
Mentre era alla WRC-TV, Bream ha incontrato Brit Hume, che era il caporedattore dell'ufficio di Washington di Fox News Channel. Con il suo incoraggiamento, ha inviato i nastri delle audizioni a Fox News. Bream è entrata così a far parte di Fox News Channel nel novembre 2007 con sede nell'ufficio di Washington, DC. È poi diventata la conduttrice di Fox News @ Night.
L'11 agosto 2022, Bream è diventata la conduttrice permanente di Fox News Sunday, in sostituzione di Chris Wallace.

## Vita privata
Nel 1995 si è sposata con Sheldon Bream, formatosi come pianista classico. Il marito di Bream ha un'azienda che collega organizzatori di eventi con relatori ed è sopravvissuto a un tumore al cervello.

## Opere
Bream è autrice di tre libri: Finding the Bright Side: The Art of Chasing What Matters, The Women of the Bible Speak: The Wisdom of 16 Women and Their Lessons for Today, e The Mothers and Daughtersof the Bible Speak: Lessons on Faith from Nine Biblical Families. Il libro The Women of the Bible Speak: The Wisdom of 16 Women and Their Lessons for Today ha raggiunto il primo posto nell'elenco dei best seller del New York Times.